# Szegedy Géza
Szegedy Géza (Magyarország, 1884 – 1914. szeptember 23.) magyar olimpikon, atlétika sportágaiban helyezetlen lett. Az első világháborúban vesztette életét.

## Sportegyesülete
A Kolozsvári Egyetemi Atlétikai Club (KEAC), majd 1904 őszétől a Budapesti Egyetemi Atlétikai Club, Budapesti EAC (BEAC) színeiben versenyzett.

## Magyar atlétikai bajnokság
A 11., az 1906-os magyar atlétikai bajnokságon magasugrásban aranyérmes (172 cm).

### Olimpiai játékok
1906. évi nyári olimpiai játékok atlétikai sportágaiban: magasugrás (165 cm), magasugrás helyből - 125 cm-rel a 9. helyen végzett, távolugrás helyből sportágakban indult, helyezetlen lett.

## Emlékezete
A Magyar Atletikai Club kétnapos Hősök emlékversenyének második napján Zsuffka (MAC) 4 méterre javította a rúdugrás országos rekordját, ezzel elnyerte a Szegedy Géza-emlékverseny díját.

## Külső hivatkozások
- Szegedy Géza. epa.hu. (Hozzáférés: 2015. szeptember 7.)
- Szegedy Géza. szabadsag.ro. [2016. március 4-i dátummal az eredetiből archiválva]. (Hozzáférés: 2015. szeptember 7.)
- Szegedy Géza. kerszoft.hu. (Hozzáférés: 2015. szeptember 7.)